# Siemidrożyce

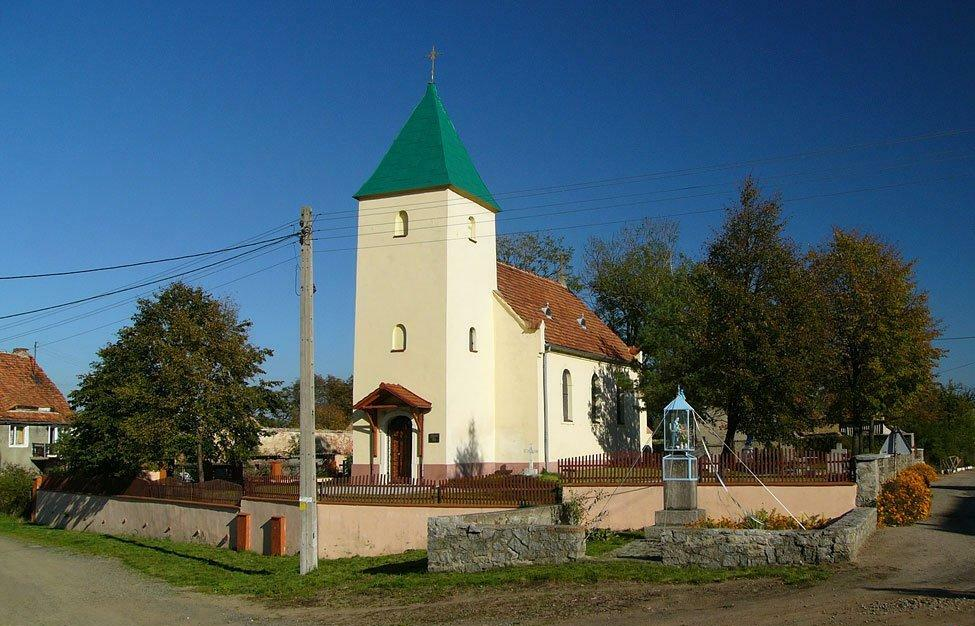
St.-Bartholomäus-Kirche

Siemidrożyce (deutsch: Schöbekirch; polnisch historisch Semidrosicz) ist ein Ort in der Landgemeinde Kostomłoty im Powiat Średzki der Woiwodschaft Niederschlesien in Polen.

## Lage
Nachbarorte sind Jakubkowice (Jakobsdorf) im Westen, Szymanowice (Schönbach) im Osten, Świdnica Polska (Polnisch Schweinitz) im Nordosten und Piotrowice (Groß Peterwitz) im Südosten. 

## Geschichte
Erstmals erwähnt wurde „Semidrosicz“ im Jahre 1298. Damals waren der ansässige Adel und die Bauernschaft in Kostenblut und Schöbekirch noch polnischsprachig. Im Zuge der Ostkolonisation wurde das Gebiet von deutschen Siedlern neu erschlossen. 1349 erscheint der Ort in einer Urkunde bereits unter dem Namen Schobekirche. Die örtliche römisch-katholische Kirche, Filialkirche der Pfarrkirche von Groß Peterwitz, soll auf eine Gründung aus dem Jahre 1301 zurückgehen. Nach dem Ersten Schlesischen Krieg fiel Schöbekirch 1741/42 mit dem größten Teil Schlesiens an Preußen.
In der zweiten Hälfte des 18. Jahrhunderts gehörte Schöbekirch der Familie von Haupt. 1788 kaufte Carl Baron von Stillfried von Gottlob Sigmund Graf von Zedlitz die Herrschaft Groß Peterwitz mit Koslau, Zaugwitz, sowie Schönbach und Schöbekirch, welcher 1797 in Schöbekirch die von einem Sturm zerstörte katholische Kirche neu errichten ließ. Von 1815 bis 1945 gehörte Schöbekirch zum Landkreis Neumarkt, der dem Regierungsbezirk Breslau der Provinz Schlesien zugeordnet war. In den 1830er Jahren war ein Major von Gellhorn der Besitzer von Schöbekirch.
1845 zählte Schöbekirch 20 Häuser, ein herrschaftliches Schloss und ein Vorwerk, 209 Einwohner (102 evangelisch), eine katholische Teilkirche von Groß Peterwitz, eingepfarrt: Jakobsdorf und Schönbach, evangelische Kirche zu Groß Peterwitz, 13 Handwerker und Händler.
Als Folge des Zweiten Weltkriegs fiel Schöbekirch mit dem größten Teil Schlesiens 1945 an Polen und wurde in Siemidrożyce umbenannt. Die deutsche Bevölkerung wurde, soweit sie nicht vorher geflohen war, weitgehend vertrieben. Die neu angesiedelten Bewohner waren teilweise Zwangsumgesiedelte aus Ostpolen, das an die Sowjetunion gefallen war.

## Sehenswürdigkeiten
- St.-Bartholomäus-Kirche, mit Grabsteinen von Angehörigen der Herren von Falkenhayn[5]
- Schloss Schöbekirch, nach 1945 verfallen, heute Ruine[6]